# Pannonisk klima
Pannonisk klima betyder i meteorologien et forholdsvist varmt og tørt, tempereret klima, selv om vintrene kan være ret kolde på grund af påvirkningen fra Eurasiens indre. Udtrykket er afledt fra navnet på den romerske provins Pannonien, der omtrent dækkede den vestlige del af det nuværende Ungarn og den østrigske delstat Burgenland. I dette område hersker det specielle, pannoniske klima.
Det pannoniske klimaområde kan opdeles i yderligere underområder:
- Den pannoniske klimaprovins: Weinviertel, de østlige uløbere af Alperne, dalområdet omkring Wien, det nordlige Burgenland. Her er der store udsving i årets temperaturer. Der er tørt om sommeren med mange solskinstimer. Januars middeltemperatur er under – 1 °C, og årsnedbøren er på ca. 700 mm.
- Pannonisk præget højlandsklima: Waldviertel. Både hvad angår temperatur og nedbør er der store udsving kontinentalt klima, og også i løbet af et enkelt døgn kan udsvingene være betydelige. der sker en kraftig afkøling om vinteren, sådan at januars middeltemperatur er ned til -6 °C. Omvendt sker der en stærk opvarmning om sommeren, hvad der medfører betydelig tørke.
- Neusiedlersee: Selv med høj luftfugtighed fra søen har området et gunstigt klima med ca. 2000 solskinstimer om året.
- Havprægede områder: Dele af Weinviertel, det sydøstlige Steiermark, Bregenzerwald og Salzkammergut.